# شاهزاد أحمد
شاهزاد أحمد (مواليد 10 أكتوبر 1978) لاعب كريكت بحريني. لعب في عام 2013 في دوري الكريكيت العالمي للدرجة السادسة.

## روابط خارجية
- شاهزاد أحمد على موقع إي آس بي آن كريك إنفو (الإنجليزية)